# Стерегущий (корвет)

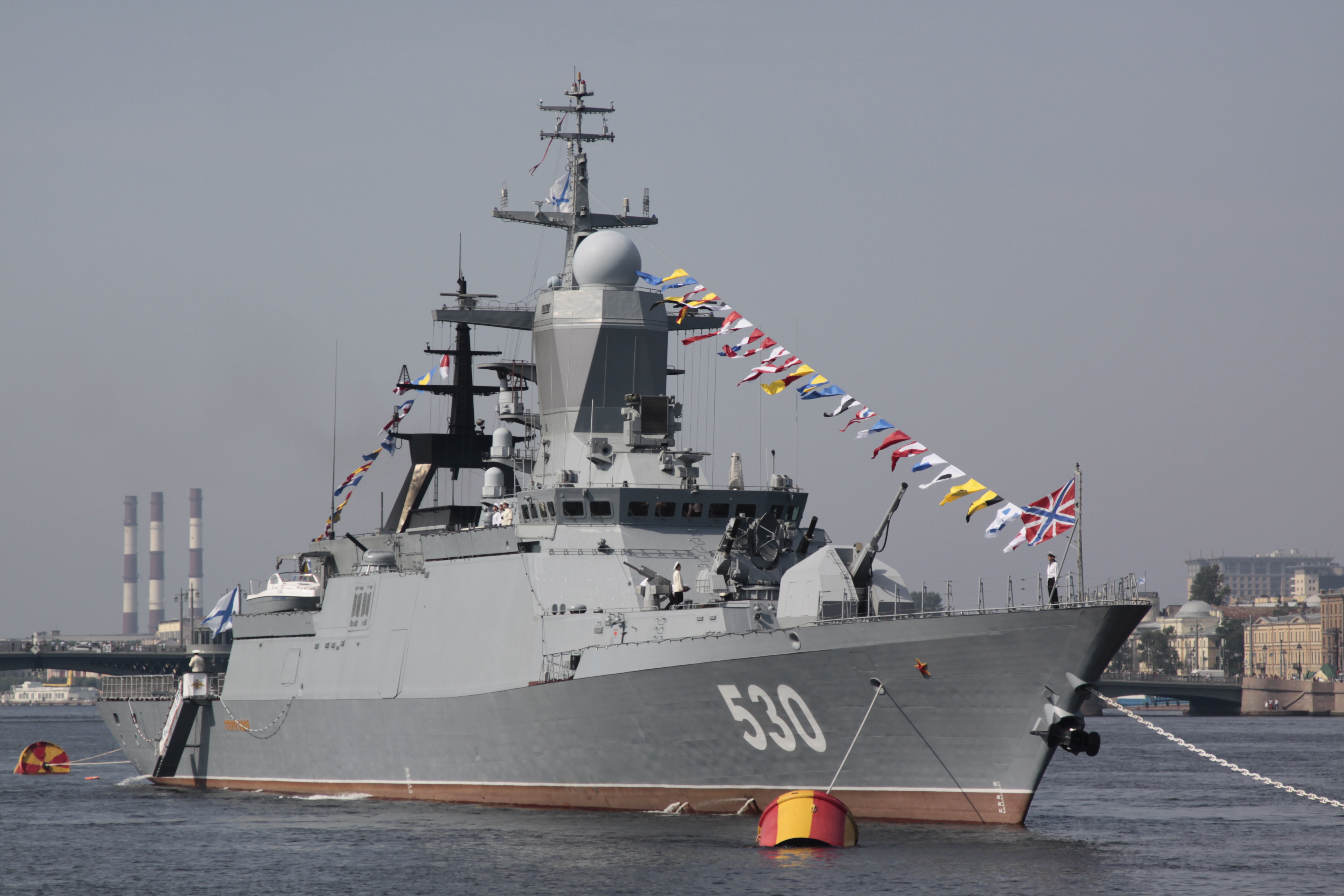

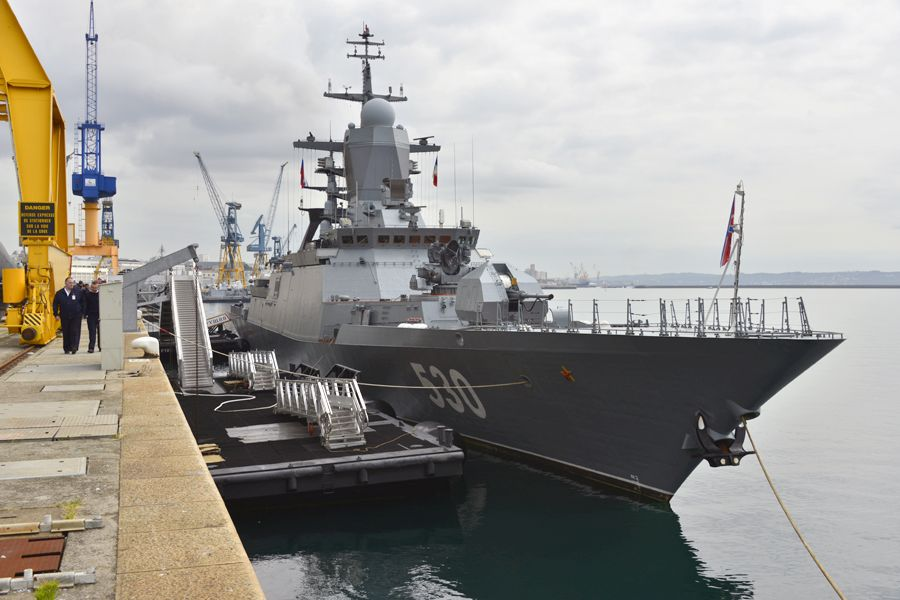
Корвет «Стерегуще» в час візиту в Брест, Франція. 30 січня 2014 року

«Стерегущий» — корвет з керованою ракетною зброєю Військово-Морського Флоту Російської Федерації, головний корвет типу «Стерегущий» (проект 20380).
Закладений на стапелі Північної верфі 21 грудня 2001 року, спущений на воду 16 травня 2006 року. Переданий флоту 20 листопада 2007 року. Прийнятий до складу ВМФ Росії 28 лютого 2008 року, в цей час (на листопад 2011 року) несе службу в складі з'єднання надводних кораблів Ленінградської військово-морської бази Балтійського флоту.

## Командири
- на липень 2009 — капітан 3 рангу М. Буркін[2], на лютий 2011 — капітан 2 рангу М. Буркін.